# Ian Shaw
Ian Shaw, född 1961, är en brittisk egyptolog och universitetslektor i egyptisk arkeologi vid universitetet i Liverpool.
Hans fältarbete har i stort sett varit fokuserat i el-Amarna men på senare tid har han utfört större utgrävningar av gruv- och stenbrott från många varierande forntida egyptiska perioder. Hans senare arbete har generellt fokuserat på egyptiska hantverkare och arbetares metoder och mekanik. Han har emellertid skrivit flera verk som behandlar det forntida Egyptens krigföring, vilket länge varit ett ämne inte uppmärksammat av andra forskare.
Förutom att bara skriva egna böcker har han även redigerat flera uppslagsverk för det forntida Egypten. 